# さがす (映画)
『さがす』は、2022年1月21日公開の日本映画。監督は片山慎三、主演は佐藤二朗。PG12指定。

## 概要
300万円の懸賞金欲しさに指名手配犯を捕まえようとして姿を消した父親と、不安を抱えながらも彼の行方を追う娘の姿を描く。アスミック・エースとDOKUSO映画館による次世代クリエイター映画開発プロジェクト「CINEMUNI（シネムニ）」第1弾作品。第26回釜山国際映画祭 ニューカレンツ（コンペティション）部門正式出品。

## あらすじ
スーパーで「所持金に20円足りないから」という理由で万引きをして捕まった原田智のところへ、娘の楓が駆けつけ、不足分の20円を店員に差し出して許しを乞う。
智はその帰り道、楓に｢電車で300万の懸賞金の掛かった、山内照巳という連続殺人犯を見かけた｣とつぶやく。｢あいつを捕まえれば三百万も貰えるんやで。そんな金があったらなあ｣と夢のようなことをいう智に、楓は「そんなの当てにしないで働き」と相手にしない。
その翌日、楓が目を覚ますと、智が失踪していた。調べ回っていると、その日、智が日雇い労働の現場に出勤していることが判明し、現場に向かう。｢お父ちゃん｣と楓が呼び掛けたその人物は、智ではなかった。背が高く、痩せていて、黒い眼鏡を掛けた若い男だった。｢原田智さんですよね？……すみません。人違いでした｣楓は、そう呟いてその場を後にする。
楓は、町に貼り出された指名手配犯のポスターを見てあることに気づく。連続殺人犯の山内照巳という男と、父と同じ名前で工事現場で働いていた男の顔が酷似しているのだ。そして、山内がこれまでに犯した犯行と、父との関係について探り始める。
父が経営していたが家賃を払えず手放すことになった卓球教室を訪れた楓は、物入れで寝ていた山内と鉢合わせし、逃亡する山内を追いかける。塀をよじ登って逃げようとする山内のズボンを楓はつかんで離さなかった。山内はズボンを脱いで逃げたが、楓はズボンのポケットに、智のスマホと、神戸港・果林島の往復乗船券が入っているのを発見し、果林島に行くことを決める。
果林島に着くと、島のある一軒家で警察沙汰の事件が起きていた。楓は、家の中に横たわる人物を見て取り乱す。｢その人、私のお父ちゃん！お父ちゃん！｣と叫んで駆け寄ろうとする楓を警官が制止する。

## 登場人物
原田智
演 - 佐藤二朗
1年ほど前に妻の公子と死別した後は、娘の楓と2人で暮らす。以前は卓球教室を経営していたが現在は定職を持たず日雇労働の身。指名手配中の連続殺人犯を目撃したと娘に告げたまま、翌朝姿を消してしまう。
原田楓
演 - 伊東蒼
原田の娘。情けない姿をさらす父に呆れたそぶりを見せつつも性根では慕っており、父から教えられた卓球の腕もそれなりに上手い。他人からかけられる厚意を素直に受け取れず、偽善として理解してしまう潔癖さがある。行動力に溢れており、行方不明になった父を捜索し始める。
山内照巳
演 - 清水尋也
指名手配中の連続殺人犯で、通称「名無し」。SNSを通じて自殺希望者とコンタクトし、「その希望をかなえる」と称して連続殺人を行い、死体を損壊してクーラーボックスに保存している。
ムクドリ
演 - 森田望智
山内に自殺幇助を依頼した女性。ムクドリはSNS上のハンドルネームで本名不明。山内に殺されようとするその間際に警官が現場に立ち寄ったことで生還するが、その際に山内が警官を襲って逃亡したことで連続殺人事件が明るみに出る。
花山豊
演 - 石井正太朗
楓のクラスメート。楓に恋の告白をするが相手にしてもらえない。その後も智の捜索や山内の調査に協力し続けるが、楓が「山内を追いかけて果凛島へ行くのに付き合え」と言ったときには連続殺人鬼を相手にすることに怯え、「カノジョになるならついていってもいい」と要求する。
蔵島みどり
演 - 松岡依都美
楓の担任。智の失踪について楓から相談を受けたときには親身に応じて、警察に付き添ったり自費で尋ね人のビラを作るが、失踪が明確になって自暴自棄になった楓から偽善的だと痛罵されてしまう。それでも楓の世話を焼き続けるが、受け入れられなかった。
原田公子
演 - 成嶋瞳子
智の妻で楓の母。筋萎縮性側索硬化症を発症して歩行することができなくなり、智の前で希死念慮を隠さなくなる。そこからほどなく卓球教室で縊死しているところが発見された。
馬渕
演 - 品川徹
果凛島に住むみかん農家。逃亡中で飲み水にも困っていた山内にみかんを与え、さらに自宅に迎え入れて保護する。

## スタッフ
- 監督・脚本：片山慎三
- 共同脚本：小寺和久、高田亮
- 音楽：髙位妃楊子
- エグゼクティブプロデューサー：豊島雅郎、仲田桂祐、土川勉
- プロデューサー：井手陽子、山野晃、原田耕治
- ラインプロデューサー：和田大輔
- 撮影：池田直矢
- 録音：秋元大輔
- 編集：片岡葉寿紀
- 装飾：松塚隆史
- 衣裳：百井豊
- ヘアメイク：宮本奈々
- カラリスト：大西悠斗
- 音響効果：井上奈津子
- キャスティング：田坂公章
- 助監督：相良健一
- スケジュール：山田卓司
- 制作担当：姫田伸也
- 音楽プロデューサー：安井輝
- 宣伝プロデューサー：中島航
- 製作協力：埼玉県 / SKIPシティ彩の国ビジュアルプラザ
- 制作協賛：CRG
- 制作プロダクション：レスパスビジョン
- 制作協力：レスパスフィルム
- 製作幹事・制作・配給：アスミック・エース
- 製作：『さがす』製作委員会（アスミック・エース、DOKUSO映画館、NK Contents）